# Parque de Emmanuel Fleury

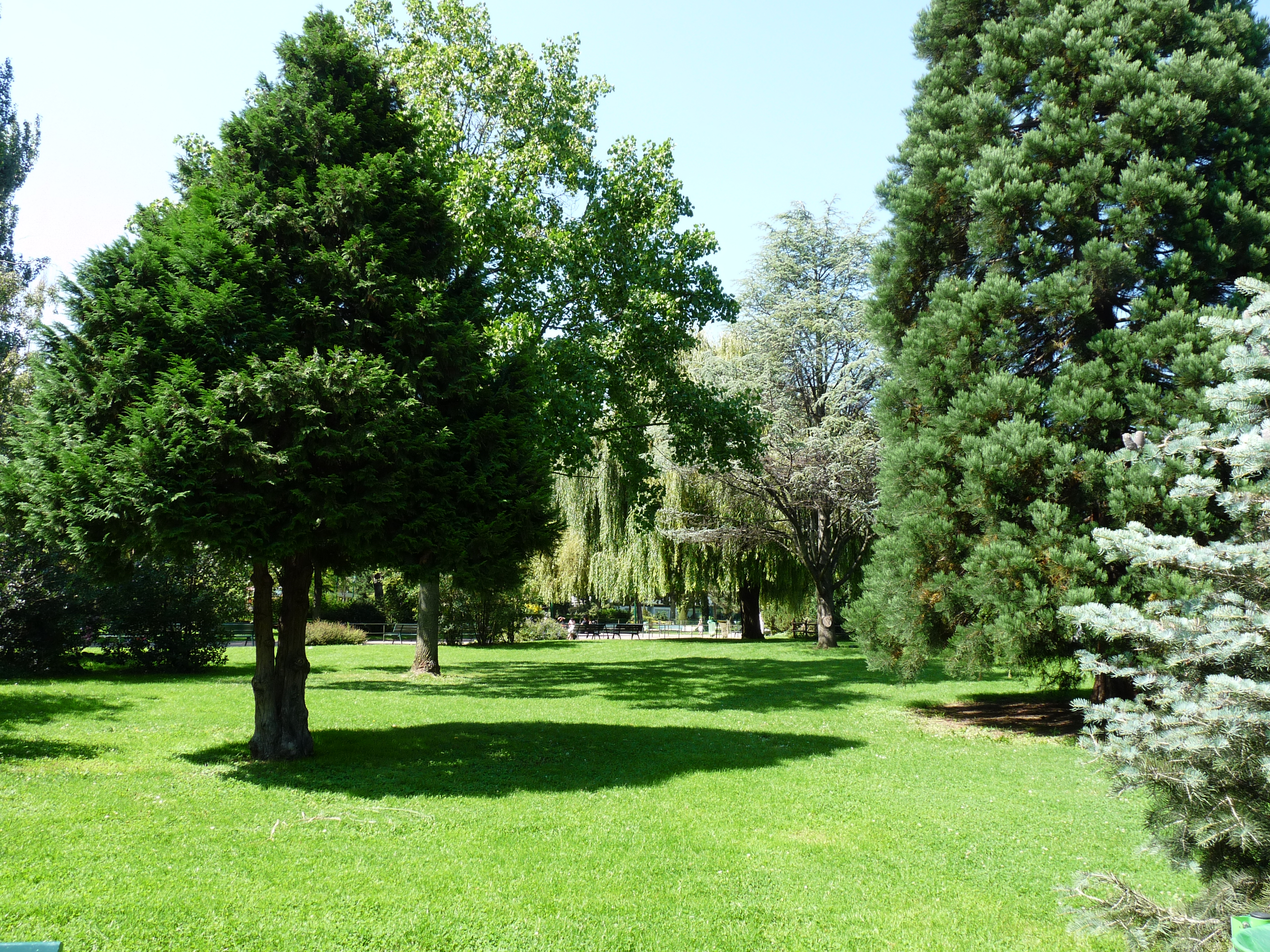

El parque de Emmanuel Fleury (Square Emmanuel-Fleury en francés) es un parque del XX Distrito de París.

## Descripción
Creado en 1973, el parque se extiende sobre 23 368 m² y está compuesto por macizos florales (plantas de brezos del Cabo, perennes y rosales) y de una gran variedad de árboles: cerezo que florecen, chopos Bolleana, un pino, una sequoia gigante, un tulipanero...
Los trabajos en el parque han sido enfocados a restaurar un ecosistema. Un estanque de cien metros cuadrados fue creado en 2007. Durante 2007, la square ha obtenido el rango de « espacios verdes ecológicos » otorgado por ÉCOCERT.
El nombre del parque hace referencia al miembro de la resistencia y sindicalista francés Emmanuel Fleury.

## Localización
Al parque se accede por la rue Le Vau (calle Le Vau).
 - Línea 3 - Porte de Bagnolet